# ステファン・バボヴィッチ
ステファン・バボヴィッチ（セルビア語: Стефан Бабовић、英語: Stefan Babović、1987年1月7日 - ）は、ユーゴスラビア（現モンテネグロ）・イヴァングラード出身の元セルビア代表サッカー選手。現在は無所属。ポジションはミッドフィールダー。

## 経歴
パルチザン・ベオグラードのユース出身。2004年3月17日のFKスティエスカ・ニクシッチ戦で途中出場し、17歳でのデビューを3-0の勝利で飾った。計36試合出場4得点を記録。2006-2007シーズンからはOFKベオグラードへ移籍した。OFKベオグラードでの通算成績は42試合出場、9得点。2008年1月、フランスのFCナントへ移籍した。2009-2010シーズンはフェイエノールトへレンタル移籍した。2010年8月、パルチザンへ復帰。
2015年1月13日、パルチザンに再度復帰することが発表された。
セルビア代表としては、2007年11月24日のカザフスタン戦で代表初キャップを記録している。北京オリンピックでは、背番号10としてエントリーメンバーに入ったが、所属クラブの諸事情で出場辞退した。

## タイトル
パルチザン
- セルビア・モンテネグロ・プルヴァ・リーガ : 2004-05
- セルビア・スーペルリーガ : 2010-11, 2011-12, 2014-15
- セルビア・カップ : 2010-11